# Only a Fool
"Only a Fool" là đĩa đơn thứ ba trích từ album đầu tay mang tên Under the Surface của nữ ca sĩ nhạc pop người Na Uy Marit Larsen. Đĩa đơn đã được phát hành qua sóng radio và chỉ được phát hành trên các trang trực tuyến. Bài hát đã không thể hiện được sự thành công như hai đĩa đơn trước của Larsen và chỉ có mặt 2 tuần trên bảng xếp hạng Norwegian Top 20.

## Xếp hạng
| Bảng xếp hạng (2006)     | Vị trí cao nhất |
| ------------------------ | --------------- |
| Na Uy (VG-lista)         | 14              |
| Norwegian Radio Chart    | 3               |
| Luxembourg Singles Chart | 4               |
| Swedish Singles Chart    | 6               |